# .dz
.dz je vrhovna internetska domena (country code top-level domain - ccTLD) za Alžir.
Domenom upravlja NIC.DZ.

## Vanjske poveznice
- IANA .dz whois informacija  Arhivirana inačica izvorne stranice od 16. listopada 2007. (Wayback Machine)